# Ceadîr-Lunga
Ceadir-Lunga (en rumano: Ceadîr-Lunga; en gagauzo: Çadır-Lunga) es una comuna y ciudad de la unidad territorial autónoma de Gagaúzia, al sur de Moldavia. 

## Toponimia
El nombre del asentamiento en otros idiomas de importancia en el asentamiento también es Chadir-Lunga (en ruso: Чадыр-Лунга; en ucraniano: Чадир-Лунга).

## Geografía
Ceadir-Lunga se sitúa a orillas del río Lunga en el límite con el distrito de Taraclia, cerca de la frontera con Ucrania, y a 30 km de Comrat.

### Clima
El clima es continental templado con inviernos son suaves y cortos, y los veranos calurosos y largos. 
| Parámetros climáticos promedio de Ceadîr-Lunga (1991-2020) | Parámetros climáticos promedio de Ceadîr-Lunga (1991-2020) | Parámetros climáticos promedio de Ceadîr-Lunga (1991-2020) | Parámetros climáticos promedio de Ceadîr-Lunga (1991-2020) | Parámetros climáticos promedio de Ceadîr-Lunga (1991-2020) | Parámetros climáticos promedio de Ceadîr-Lunga (1991-2020) | Parámetros climáticos promedio de Ceadîr-Lunga (1991-2020) | Parámetros climáticos promedio de Ceadîr-Lunga (1991-2020) | Parámetros climáticos promedio de Ceadîr-Lunga (1991-2020) | Parámetros climáticos promedio de Ceadîr-Lunga (1991-2020) | Parámetros climáticos promedio de Ceadîr-Lunga (1991-2020) | Parámetros climáticos promedio de Ceadîr-Lunga (1991-2020) | Parámetros climáticos promedio de Ceadîr-Lunga (1991-2020) | Parámetros climáticos promedio de Ceadîr-Lunga (1991-2020) |
| Mes                                                        | Ene.                                                       | Feb.                                                       | Mar.                                                       | Abr.                                                       | May.                                                       | Jun.                                                       | Jul.                                                       | Ago.                                                       | Sep.                                                       | Oct.                                                       | Nov.                                                       | Dic.                                                       | Anual                                                      |
| ---------------------------------------------------------- | ---------------------------------------------------------- | ---------------------------------------------------------- | ---------------------------------------------------------- | ---------------------------------------------------------- | ---------------------------------------------------------- | ---------------------------------------------------------- | ---------------------------------------------------------- | ---------------------------------------------------------- | ---------------------------------------------------------- | ---------------------------------------------------------- | ---------------------------------------------------------- | ---------------------------------------------------------- | ---------------------------------------------------------- |
| Temp. máx. media (°C)                                      | 1.6                                                        | 4.2                                                        | 9.9                                                        | 16.7                                                       | 22.7                                                       | 26.7                                                       | 29.2                                                       | 29.2                                                       | 23.4                                                       | 15.9                                                       | 9.3                                                        | 3.4                                                        | 16.0                                                       |
| Temp. media (°C)                                           | -1.8                                                       | 0.0                                                        | 4.5                                                        | 10.5                                                       | 16.4                                                       | 20.5                                                       | 22.8                                                       | 22.6                                                       | 17.1                                                       | 11.1                                                       | 5.2                                                        | 0.0                                                        | 10.7                                                       |
| Temp. mín. media (°C)                                      | -4.7                                                       | -3.4                                                       | 0.1                                                        | 5.2                                                        | 10.7                                                       | 14.8                                                       | 16.9                                                       | 16.6                                                       | 11.7                                                       | 6.9                                                        | 2.0                                                        | -2.9                                                       | 6.2                                                        |
| Precipitación total (mm)                                   | 26                                                         | 22                                                         | 27                                                         | 32                                                         | 46                                                         | 69                                                         | 53                                                         | 46                                                         | 42                                                         | 40                                                         | 35                                                         | 32                                                         | 469                                                        |
| Días de precipitaciones (≥ 1.0 mm)                         | 5                                                          | 5                                                          | 6                                                          | 5                                                          | 7                                                          | 8                                                          | 6                                                          | 4                                                          | 5                                                          | 5                                                          | 4                                                          | 5                                                          | 65                                                         |
| Fuente: NOAA                                               |                                                            |                                                            |                                                            |                                                            |                                                            |                                                            |                                                            |                                                            |                                                            |                                                            |                                                            |                                                            |                                                            |

## Historia
En 1819, todos los colonos de Transdanubia recibieron un estatus especial, que aseguró el derecho de los gagaúzos y búlgaros a vivir en este territorio, otorgándoles el estatus de colonos. Cada familia recibió un terreno gratuito y un préstamo en efectivo, estuvo exenta de impuestos durante 7 años y del servicio militar durante 50 años, lo que impulsó el desarrollo de la tierra y el desarrollo de la colonia. Ese mismo año, el sacerdote Zachari Chakir abrió la primera escuela búlgara en Besarabia, en la colonia Chadir.
El 12 de junio de 1948, Ceadir-Lunga recibió el estatus de asentamiento urbano. El 9 de junio de 1958 recibió el estatus de ciudad, con Ceadir-Lunga subordinada administrativamente al cercano pueblo de Tirashpol (en ruso: Тирашполь). El 11 de junio de 1964, Tirsashpol fue anexionado a Ceadir-Lunga. En la ciudad se erigió la iglesia del Icono de la Madre de Dios de Kazán, que es una copia exacta del destruido en 1972 por los comunistas.

## Demografía
La evolución de la población de Ceadir-Lunga entre 1827 y 2023 fue la siguiente:
| 865                          | 23 200 | 20 079 | 17 049 | 22 800 | 16 035 |
| (Fuente: Localitati Moldova) |        |        |        |        |        |

Según el censo de 2004, los gagaúzos representaban el 73,67% de la población; los rusos, el 7,99%; los búlgaros de Besarabia, el 7,78%; los ucranianos, el 4,90%; y los rumanos, el 3,79%.Según el censo de 2023, los gagaúzos representaban el 76% de la población; los búlgaros de Besarabia, el 9%; los rusos, el 5%; los ucranianos, el 4%; y los rumanos, el 4%.Ceadir-Lunga sufre una importante despoblación y alrededor del 15% de la población ha migrado. De ellos, alrededor del 57 % reside permanentemente en el extranjero (Rusia, Turquía y Alemania) y el 44 % trabaja en otras localidades de Moldavia.

## Economía
La agricultura y la industria transformadora asociada, así como una fábrica textil con alrededor de 1.000 empleados, tienen importancia económica.

## Infraestructura

### Arquitectura, monumento y lugares de interés
El museo de la cultura gagaúza se encuentra en Ceadir-Lunga. La iglesia local está realizada en estilo neobizantino, lo que hace de este templo uno de los atractivos de la ciudad.

### Educación
En Ceadir-Lunga hay 4 liceos, 4 escuelas y 6 guarderías.

## Cultura

### Deporte
La ciudad tiene el equipo FC Saxan Gagauz Yeri en la Liga 2 de Moldavia, jugando en el estadio de Ceadîr-Lunga.

## Personas destacadas
- Ígor Nóvikov (1961): pintor, teórico del arte, filósofo, artista suizo-ruso y miembro de la Academia Rusa de las Artes.

## Galería

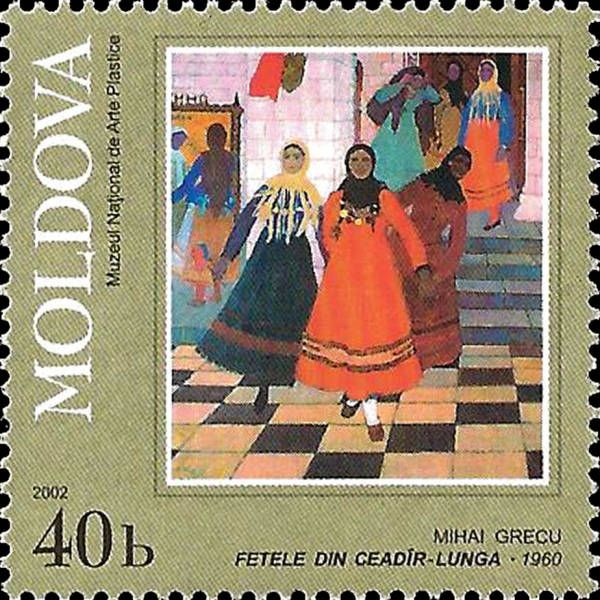
Sello de 2002.
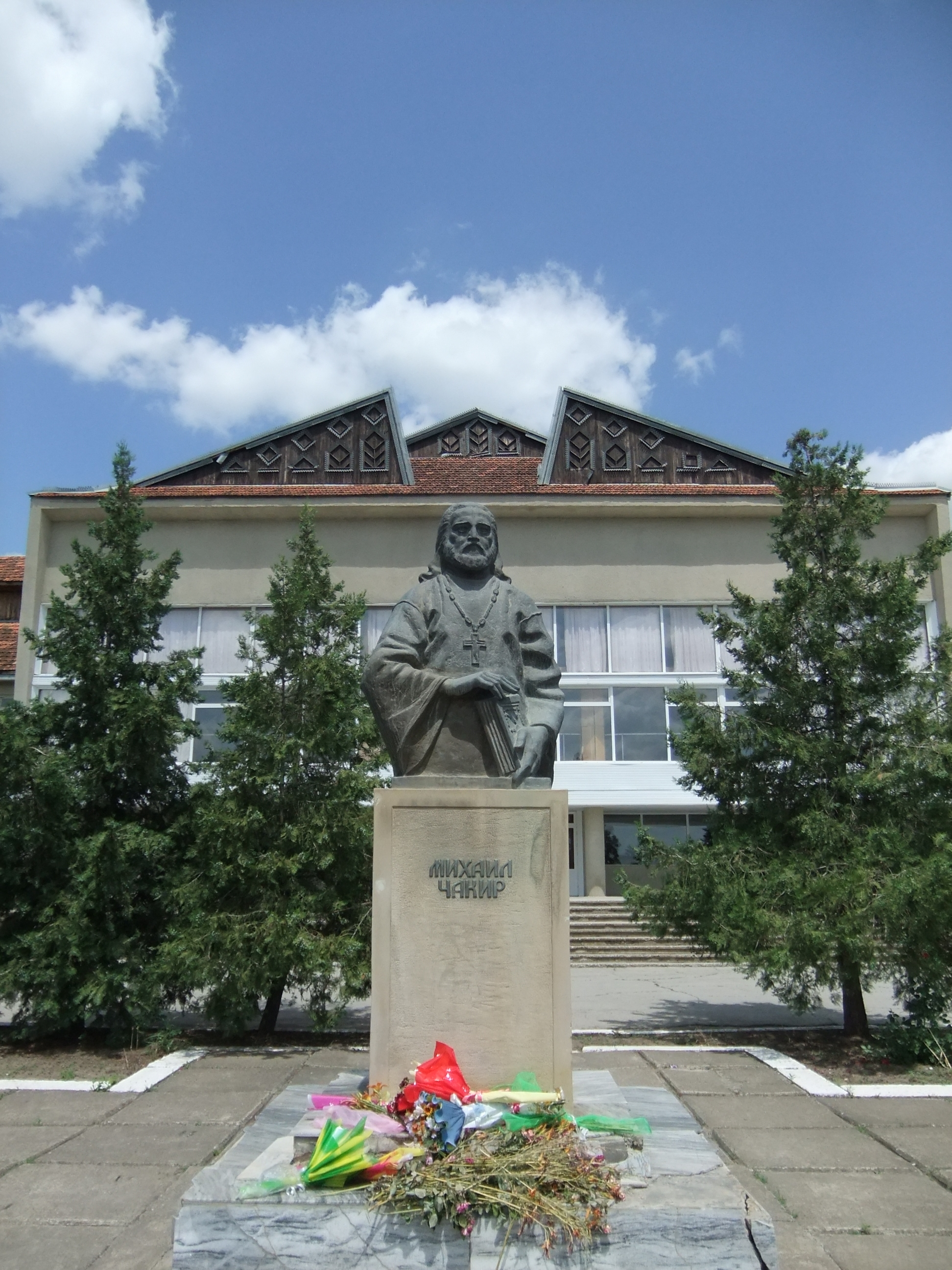
Casa de cultura y monumento de Michael Chakir.
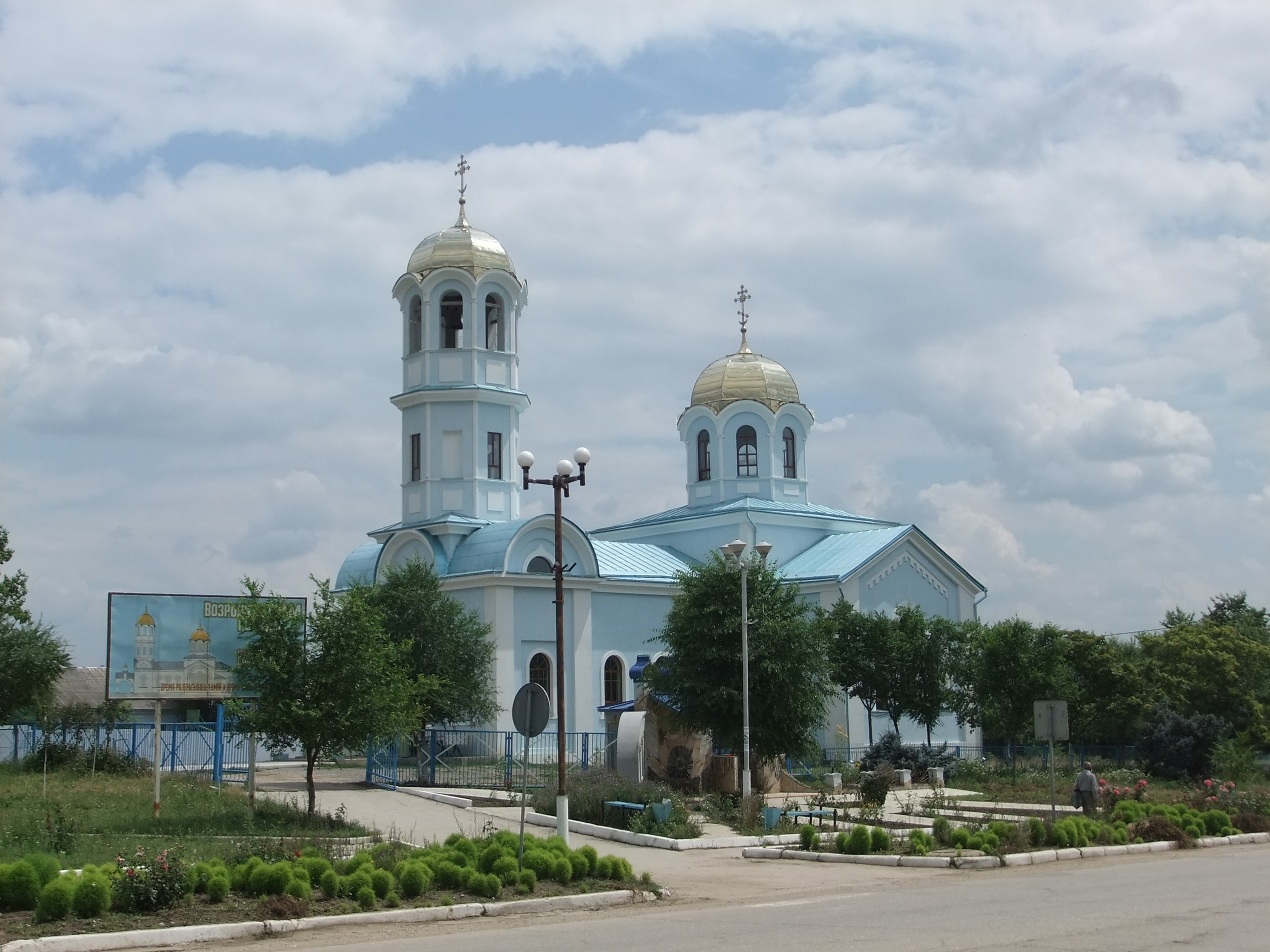
Iglesia de Nuestra Señora de Kazán.
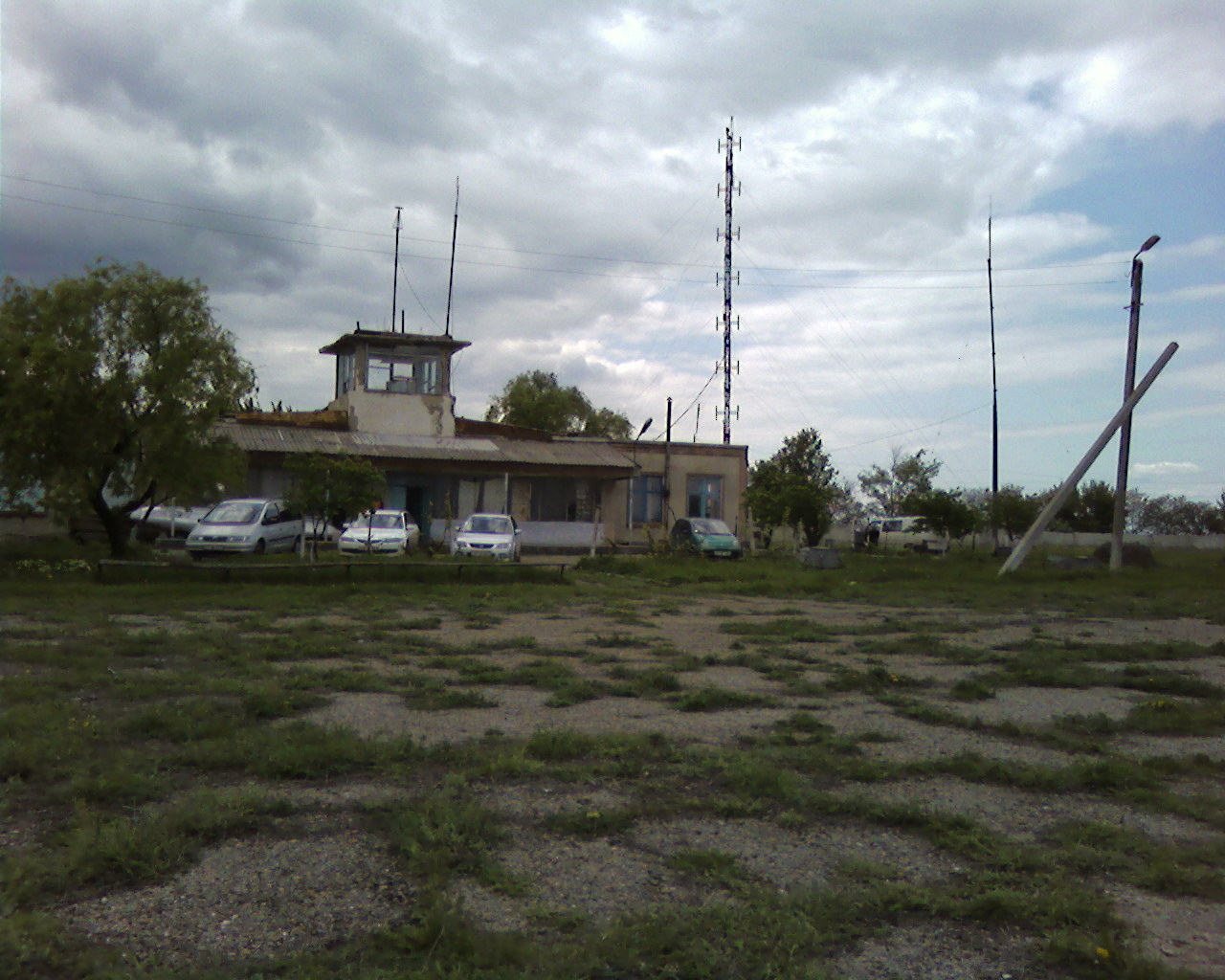
Antiguo aeropuerto

## Ciudades hermanadas
Ceadir-Lunga está hermanada con las siguientes ciudades:
- Dóbrush, Réchytsa, Saligorsk, Bielorrusia.
- Titusville, Florida, Estados Unidos.
- Ariel, Israel.
- Sérpujov, Kostromá, Nurlat, Rusia.
- Bursa, Turquía.[11]